# Réserve naturelle nationale de la vallée de Chaudefour
La réserve naturelle nationale de la vallée de Chaudefour (RNN105) est une réserve naturelle nationale située en Auvergne dans le Puy-de-Dôme. Elle fut créée en 1991 dans le parc naturel régional des Volcans d'Auvergne et couvre une superficie de 820 ha (8,2 km2).

## Localisation

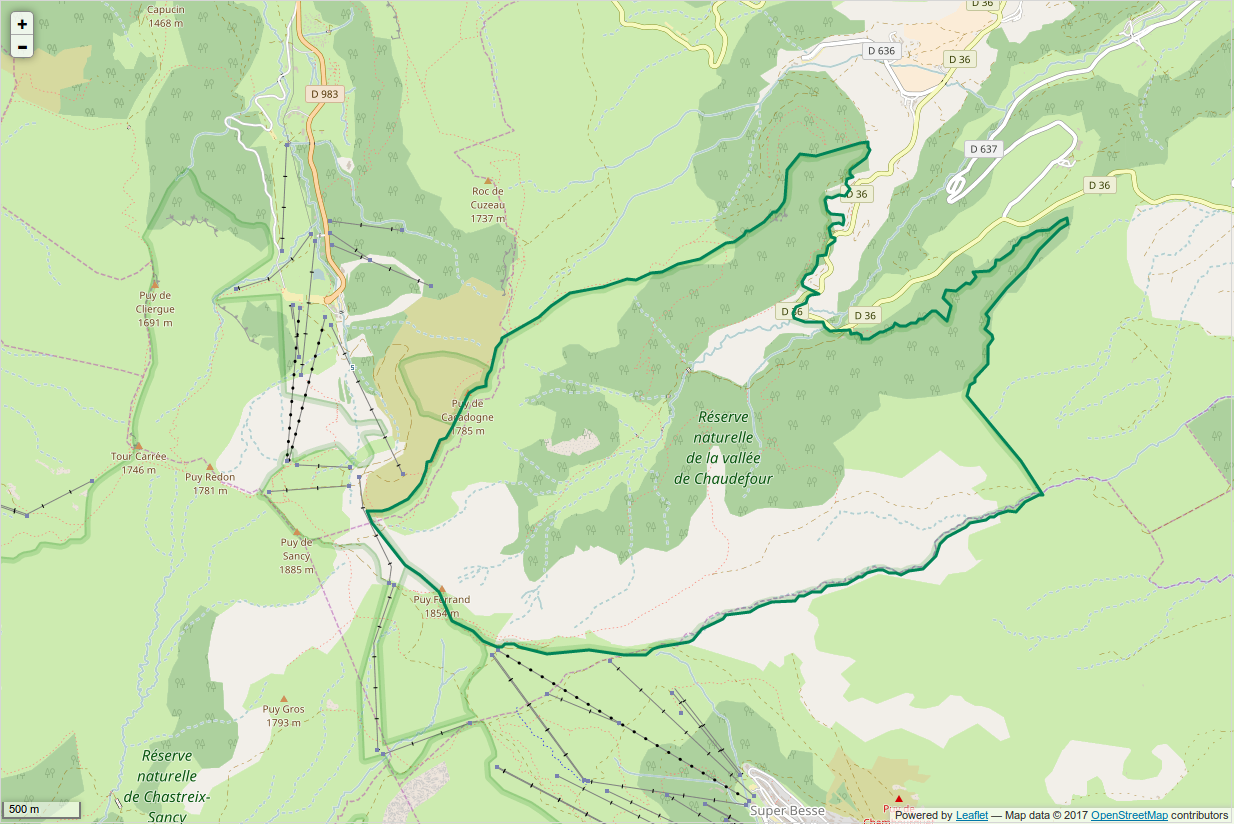
Périmètre de la réserve naturelle.

Le territoire de la réserve naturelle est dans le département du Puy-de-Dôme, sur la commune de Chambon-sur-Lac, dans le massif des monts Dore et voisin de la réserve naturelle nationale de Chastreix-Sancy.

## Histoire du site et de la réserve
La vallée de Chaudefour résulte de la destruction partielle du massif volcanique du Sancy dont une éruption violente a entraîné l'effondrement latéral il y a 600 000 ans. Dans l'amphithéâtre ainsi créé, s'est installé un lac et se sont édifiés une trentaine d'appareils volcaniques (dent de la Rancune) qui constituent l'ossature des crêtes actuelles. La forme en auge résulte de l'érosion glaciaire postérieure puis l'érosion fluvio-torrentielle a dégagé les aiguilles de lave et les dykes. On compte 700 m de dénivelé entre la Maison de la réserve naturelle et le sommet du puy Ferrand.

## Écologie (biodiversité, intérêt écopaysager…)
Les parties hautes du site correspondent à des pentes raides et des ravines abruptes. Le bas de la vallée est occupé par des prairies pâturées et de fauche, les versants par différents types de hêtraies. On trouve également des pelouses, des landes, des tourbières de pente. Les fossés sont des zones à mégaphorbiaies. Les eaux issues de la vallée rejoignent le lac Chambon par une série de sources dont certaines sont chaudes et minérales.

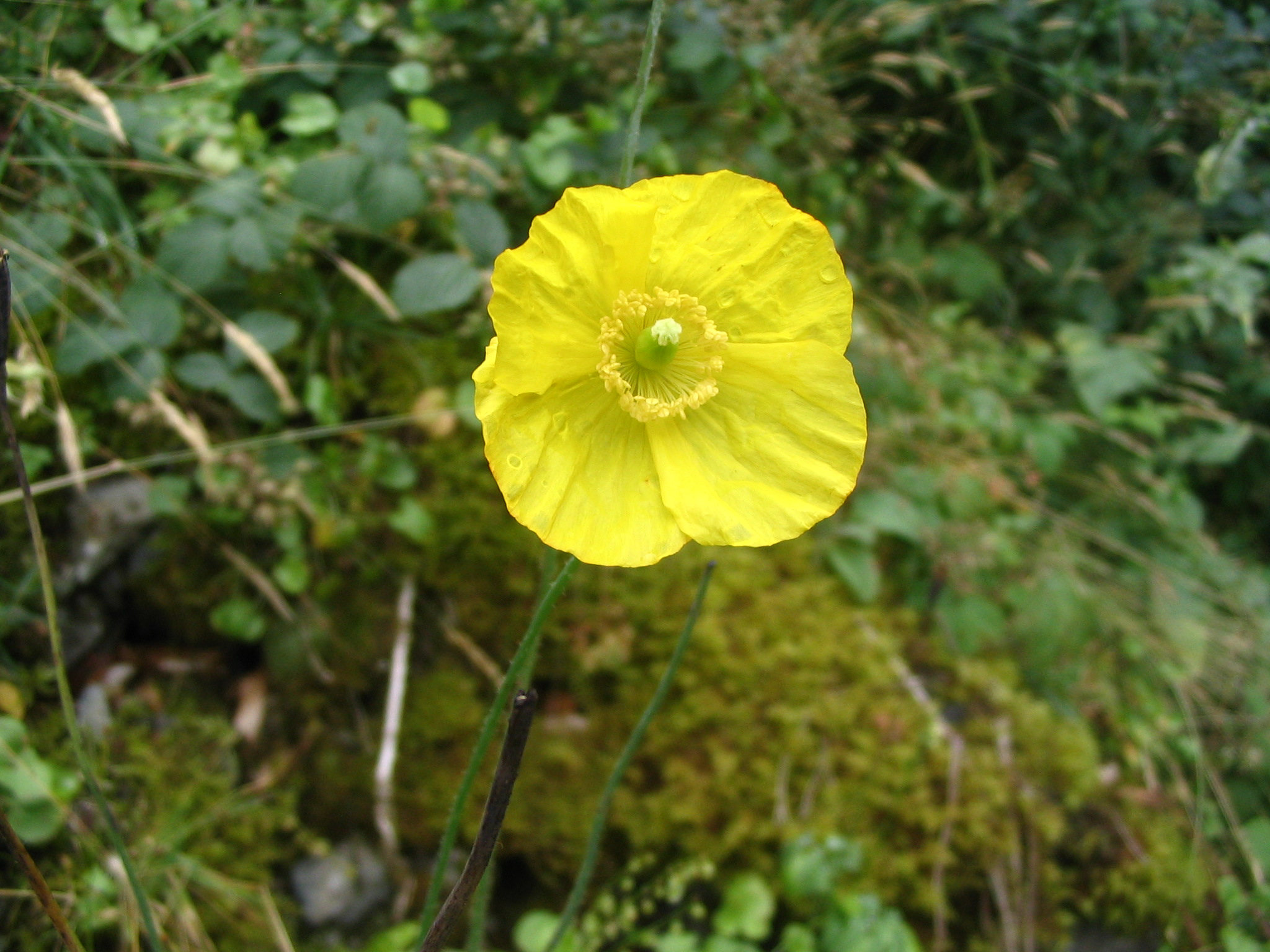
Un Pavot jaune.

### Flore
La flore compte plus de 1 600 espèces dont quatre protégées au niveau national (Saule des Lapons, Drosera à feuilles rondes), d'autres au niveau régional : Pavot jaune, Érigeron des Alpes. Elle est caractérisée par un nombre important d'espèces alpines dont certaines sont rares dans le Massif central (Soldanella alpina). On y compte également quelques espèces endémiques comme la Jasione crépue d'Auvergne qui ne pousse que dans le massif du Sancy au-dessus de 1 500 m sur roches trachytiques ou encore la Saxifrage de Lamotte.

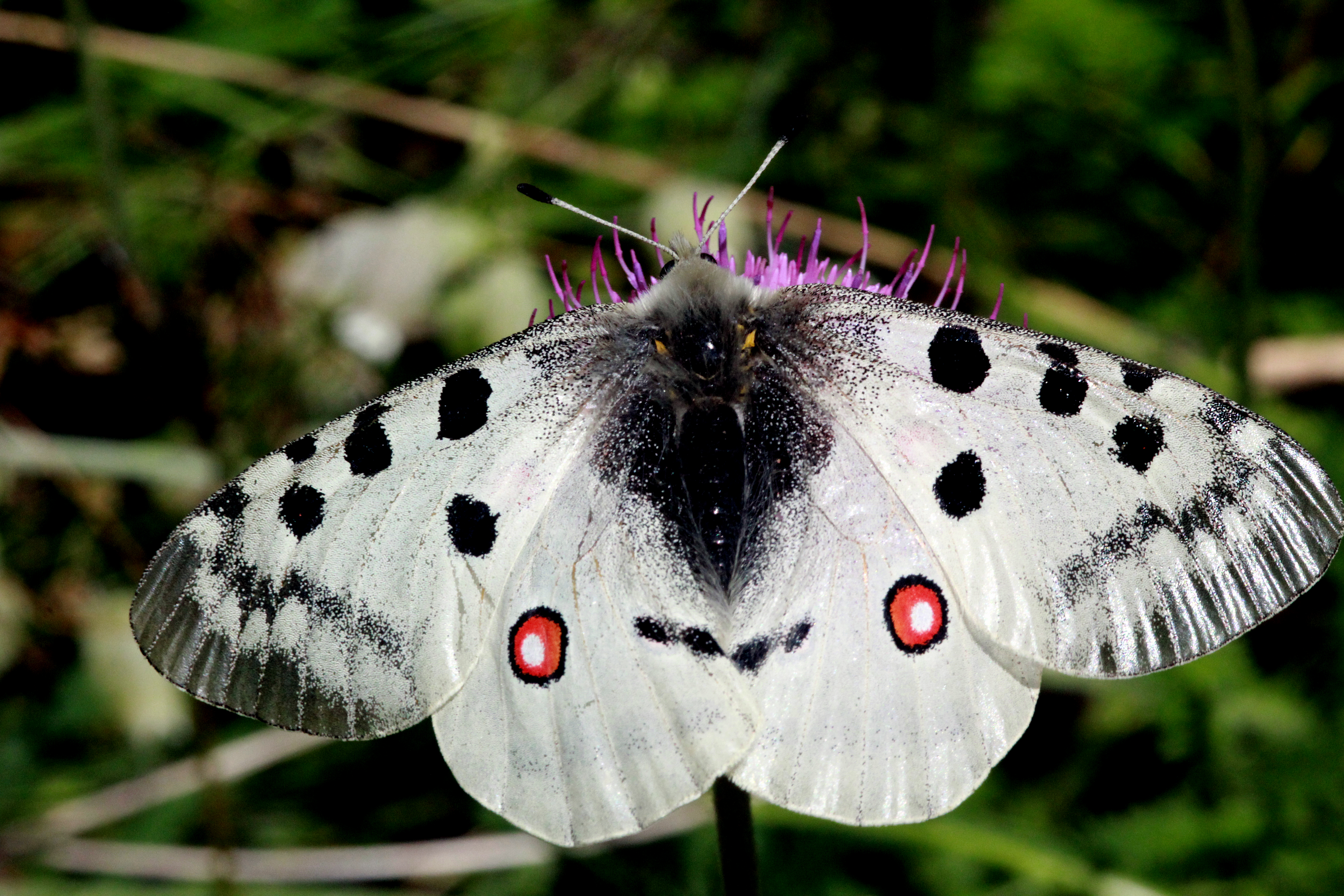
Apollon

### Faune
La faune est typique des milieux de montagne. Les inventaires réalisés depuis la création ont permis de recenser plus de 1 200 espèces animales (408 papillons, 181 araignées) en 2016, mais ce chiffre est amené à augmenter car ce travail d'inventaire n'est pas terminé. Pour les mammifères, on compte le Chevreuil, l'Hermine, le Lièvre et l'Écureuil à côté du Mouflon, du Chamois et de la Marmotte qui ont été introduits. L'avifaune compte des oiseaux rares en Auvergne : Faucon pèlerin, Hirondelle de rochers, Monticole merle-de-roche, Merle à plastron, Tichodrome échelette et Grand Corbeau. Les amphibiens et reptiles sont représentés par la Grenouille rousse et le Lézard vivipare.
Parmi les nombreux insectes présents, une sous-espèce du papillon Apollon est endémique.

### Champignons, lichens et autres organismes remarquables
361 espèces de champignons ont été recensées.

## Intérêt touristique et pédagogique
Le peintre russe Konstantine Savitski qui exposait avec les Ambulants et qui à partir de 1874 en fut membre, lors de son voyage en Auvergne en 1872 peignit ce tableau qui représente vraisemblablement la vallée de Chaudefour. Il se trouve actuellement exposé au Musée russe à Saint-Pétersbourg.

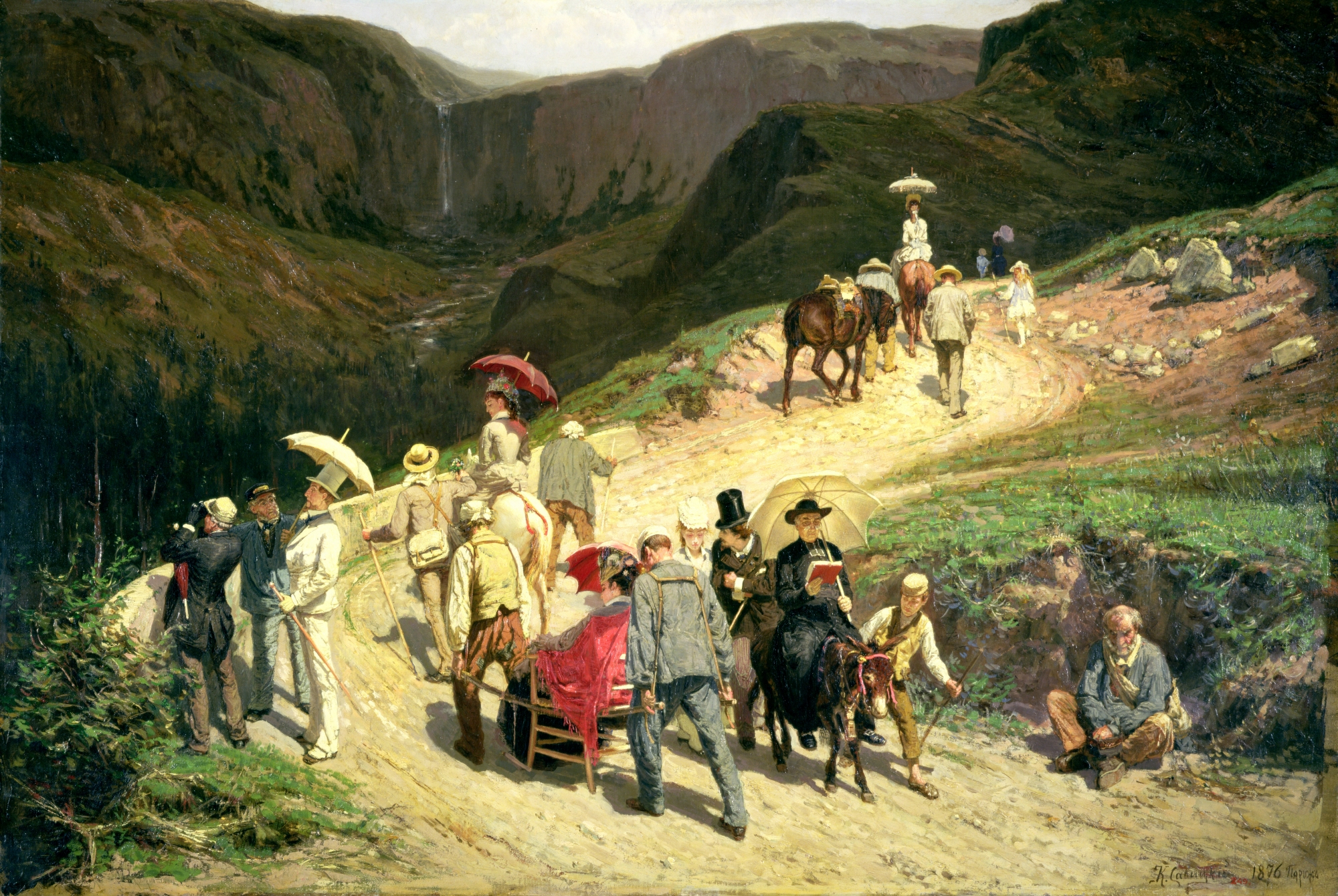
Voyage en Auvergne, de Constantine Savitski.

## Administration, plan de gestion, règlement
La réserve naturelle est gérée par le parc naturel régional des Volcans d'Auvergne et l'Office national des forêts Montagnes d'Auvergne.
L’accès à la réserve naturelle est autorisé dans le respect de la réglementation. 
Sont interdits : 
La cueillette de fleurs, l'accès des chiens même tenus en laisse, le camping et les feux, les dépôts d'ordures, l'introduction ou la destruction de végétaux et d'animaux, le dérangement des animaux, la circulation des véhicules motorisés, le survol à une altitude inférieure à 300 m, l'utilisation d'instruments sonores, le vélo tout-terrain.
Sont autorisées : 
La pêche et la chasse sont autorisées dans la zone est de la réserve, l'escalade est permise avec des réglementations. 
Les activités agro-sylvo-pastorales traditionnelles sont maintenues dans la réserve naturelle.

### Escalade
La vallée de Chaudefour permet la pratique de l'escalade sur trois sites : la dent de la Rancune, la crête de Coq et l'aiguille du Moine.
La dent de la Rancune offre quarante voies d'escalade cotées jusqu'à 7c+. Le sommet voisin, la Crête de Coq, qui n'est séparé de la Rancune que par un profond talweg, permet de grimper vingt-six voies dans des niveaux inférieurs (4 à 5) mais sur une hauteur plus grande, de l'ordre de 130 m. Quant à l'aiguille du Moine, qui n'est pas un site conventionné par la FFME, nichée au fond du cirque glaciaire et dans une pente accusée, elle est assez difficile d'accès et offre trois voies.

### Outils et statut juridique
La réserve naturelle a été créée par un décret du 14 mai 1991.

## Galerie de photos

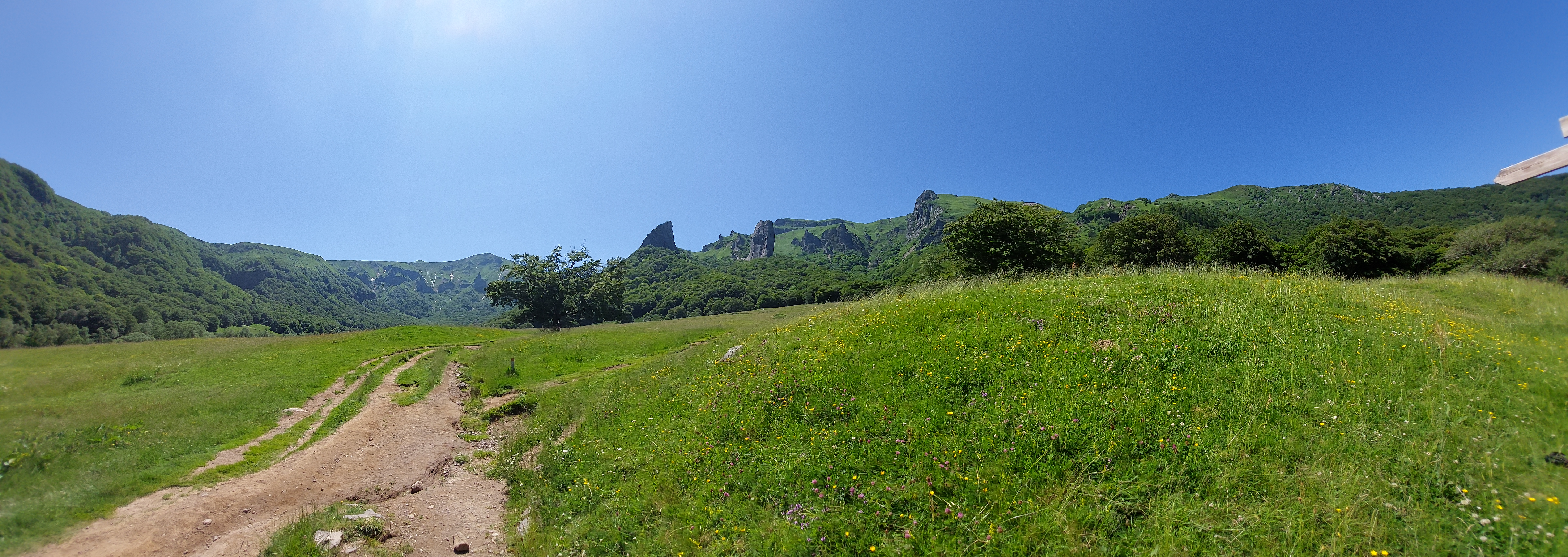
Vue panoramique de la vallée - 2023.
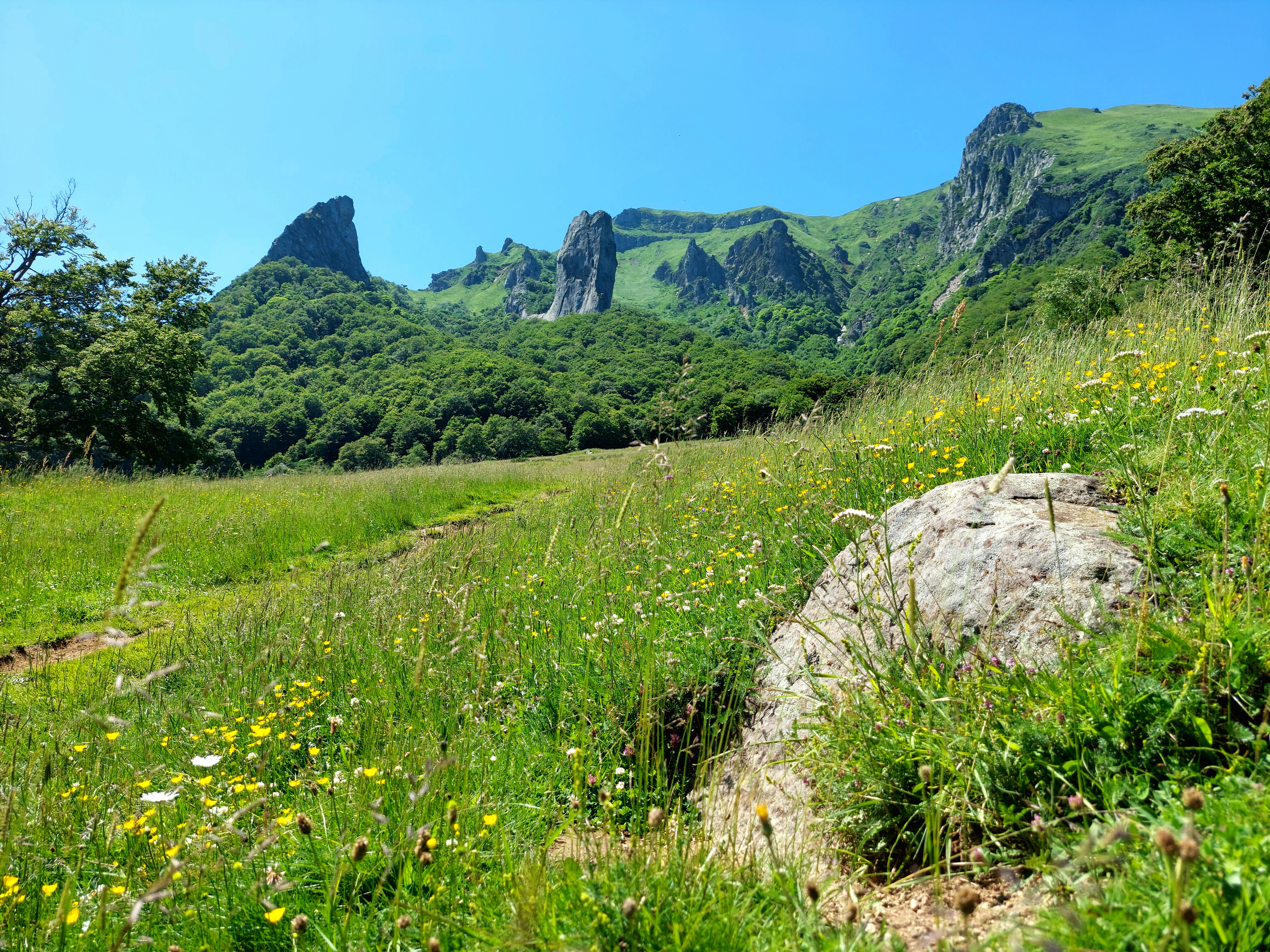
Crête de Coq (gauche) et dent de la Rancune (Centre) - 2023.
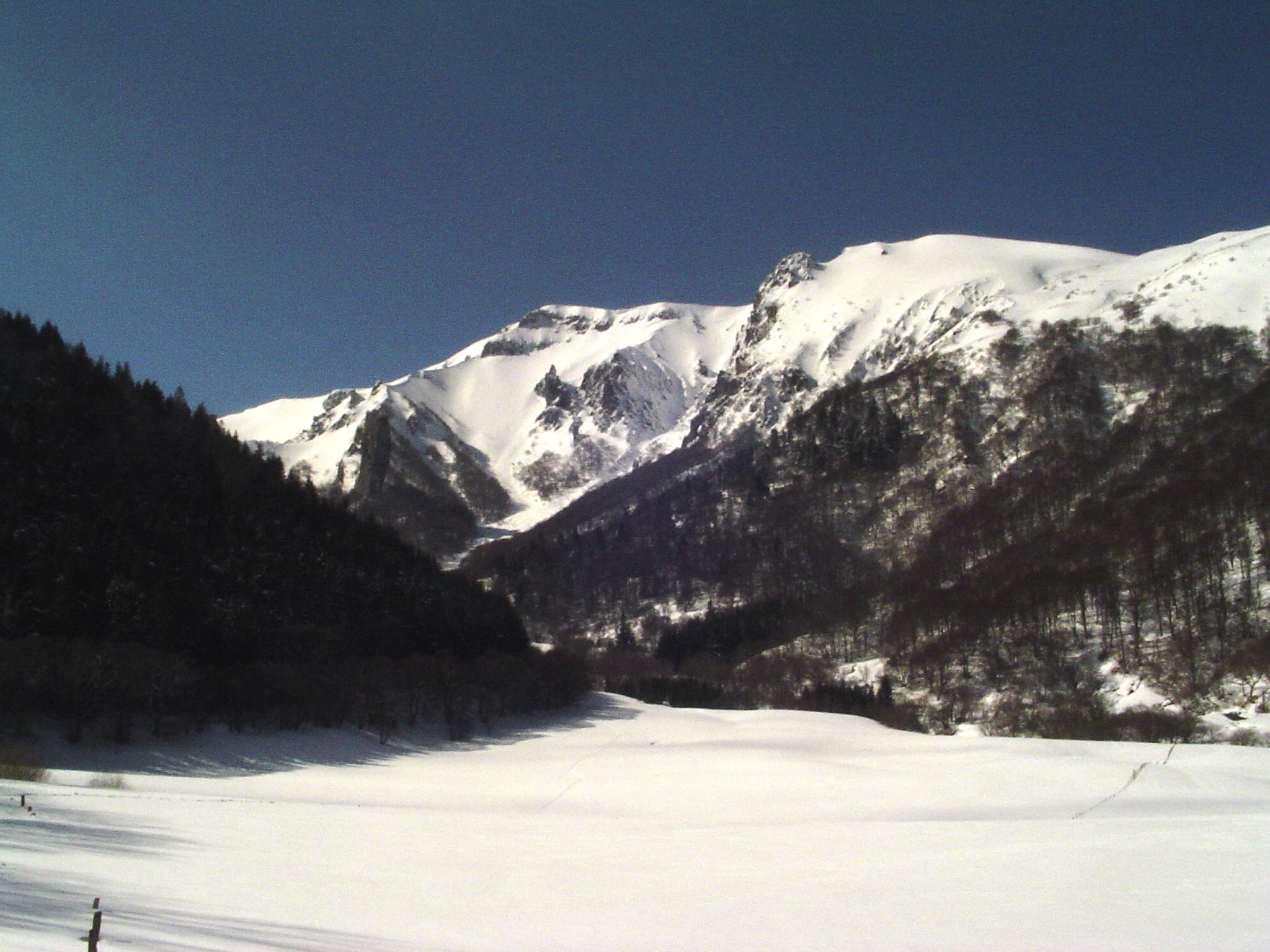
Entrée de la vallée en hiver.
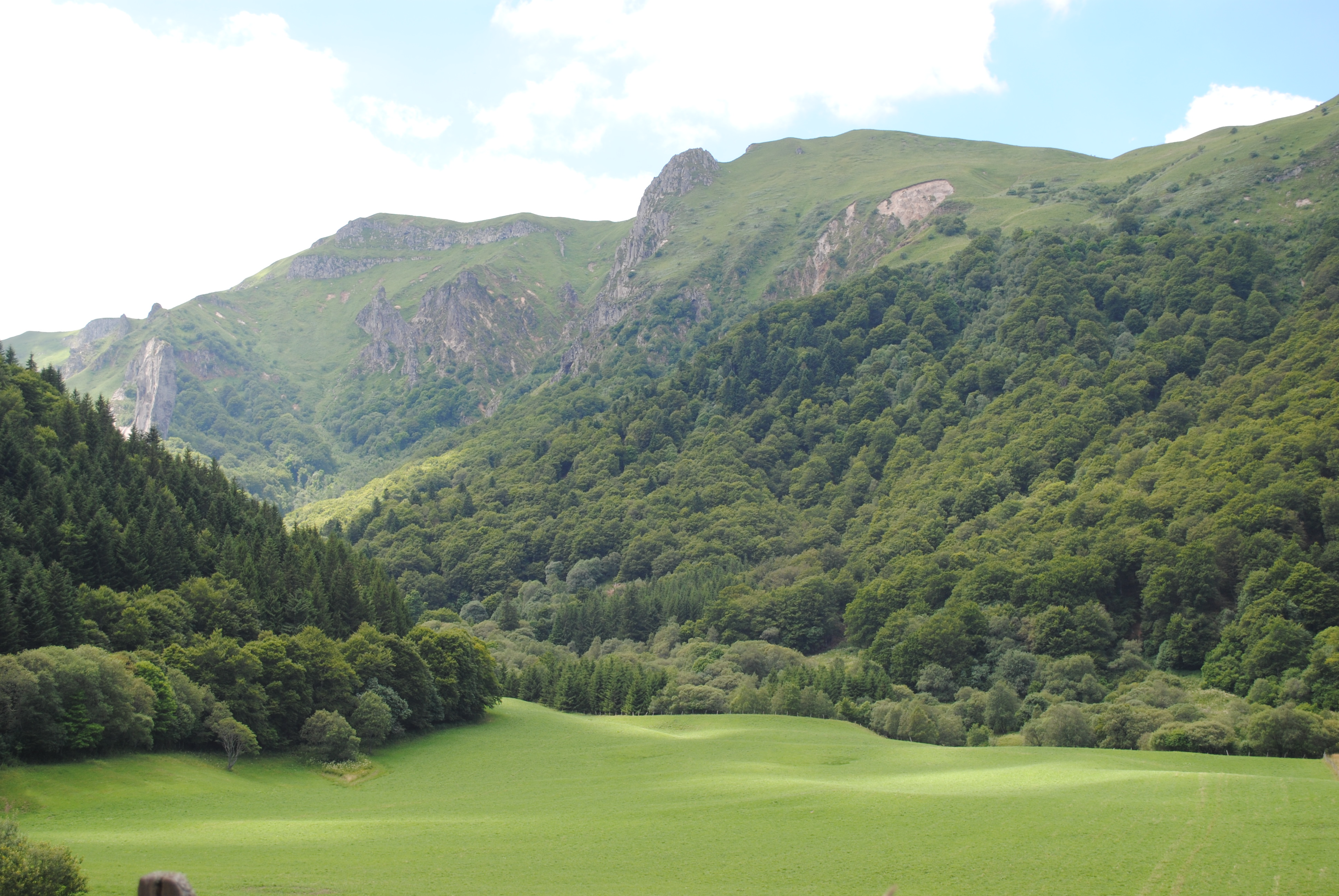
Entrée de la vallée en été.
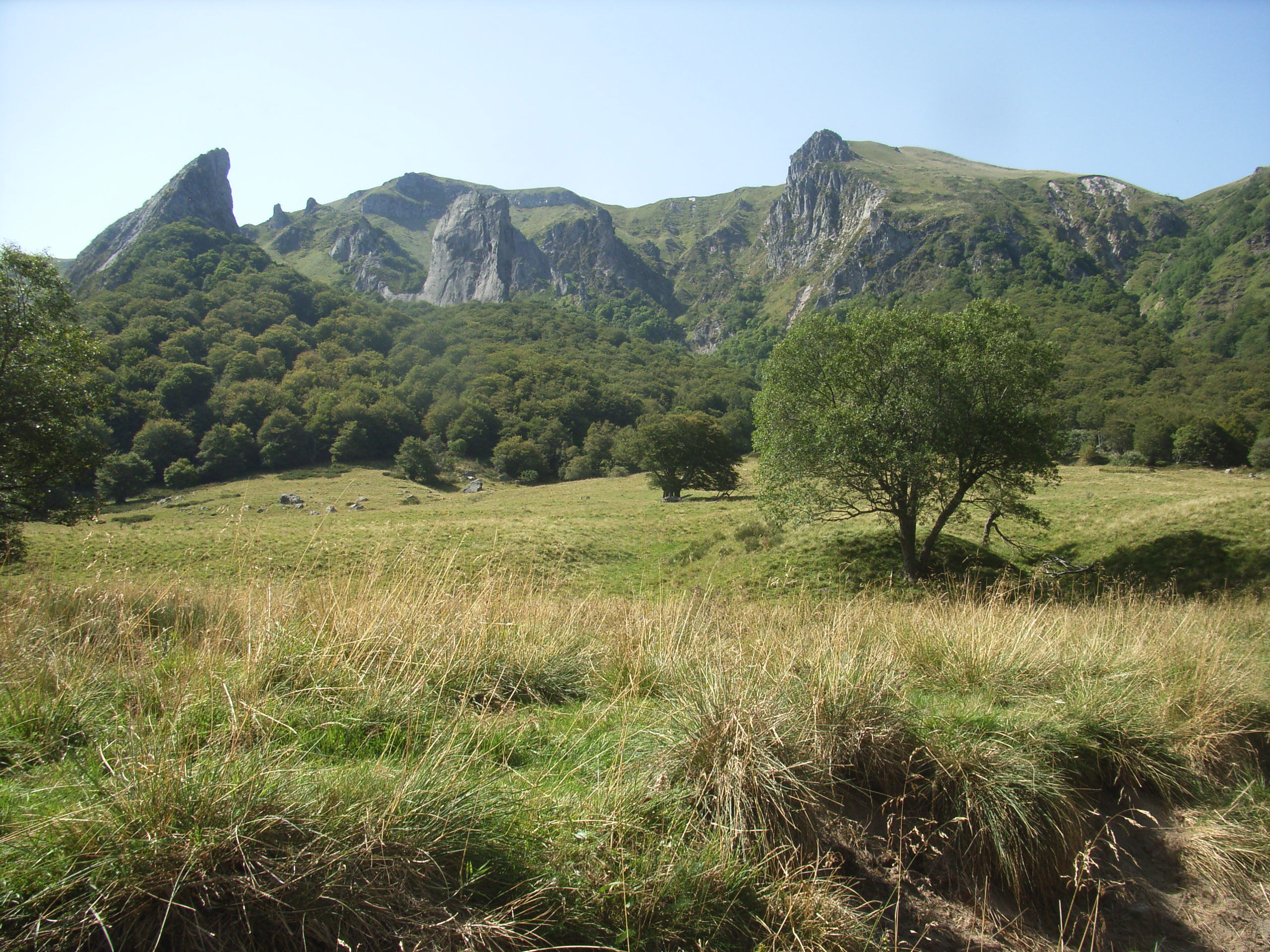
La crête de Coq et la dent de la Rancune.
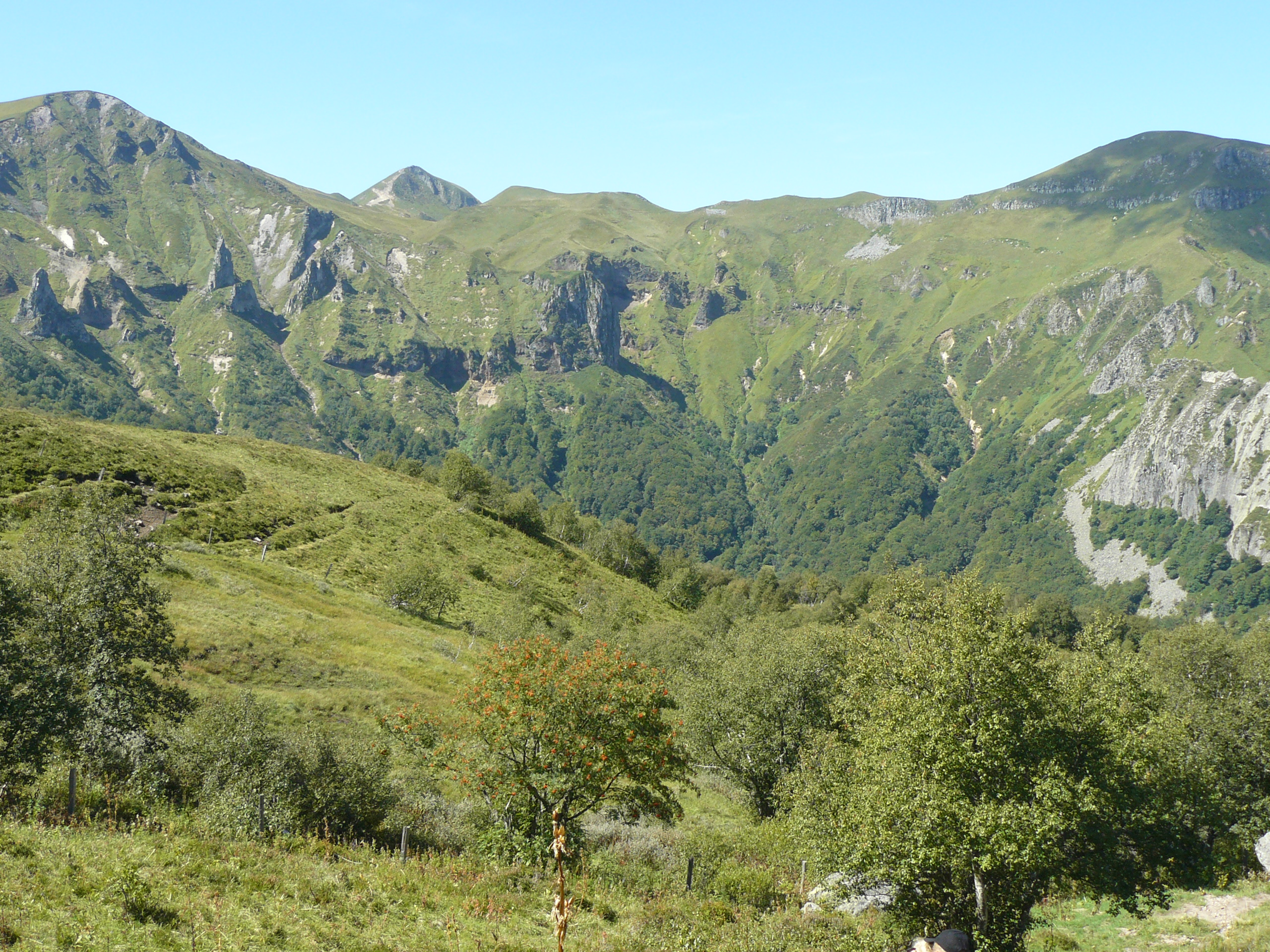
Vue depuis les hauteurs de la réserve sur le puy Ferrand (à l'extrême gauche) et le puy de Sancy un peu à droite de celui-ci, à l'arrière-plan.

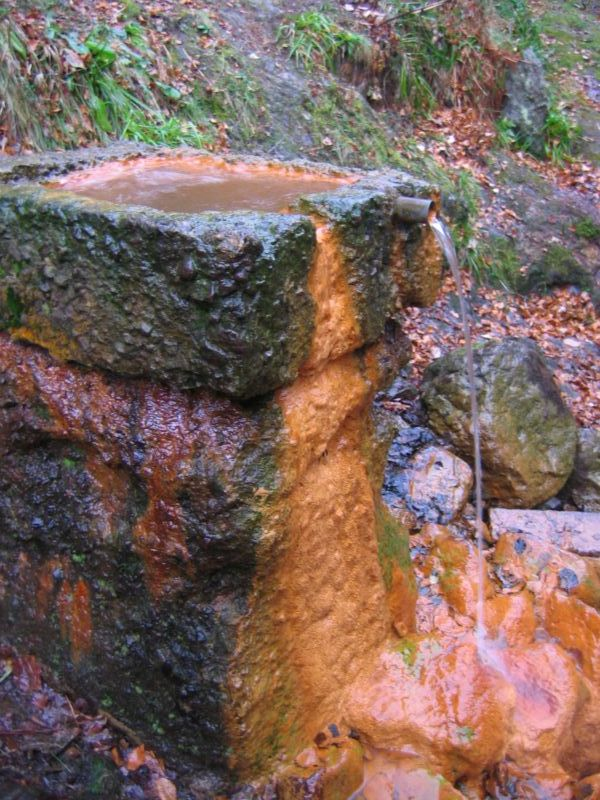
Source ferrugineuse Sainte Anne.
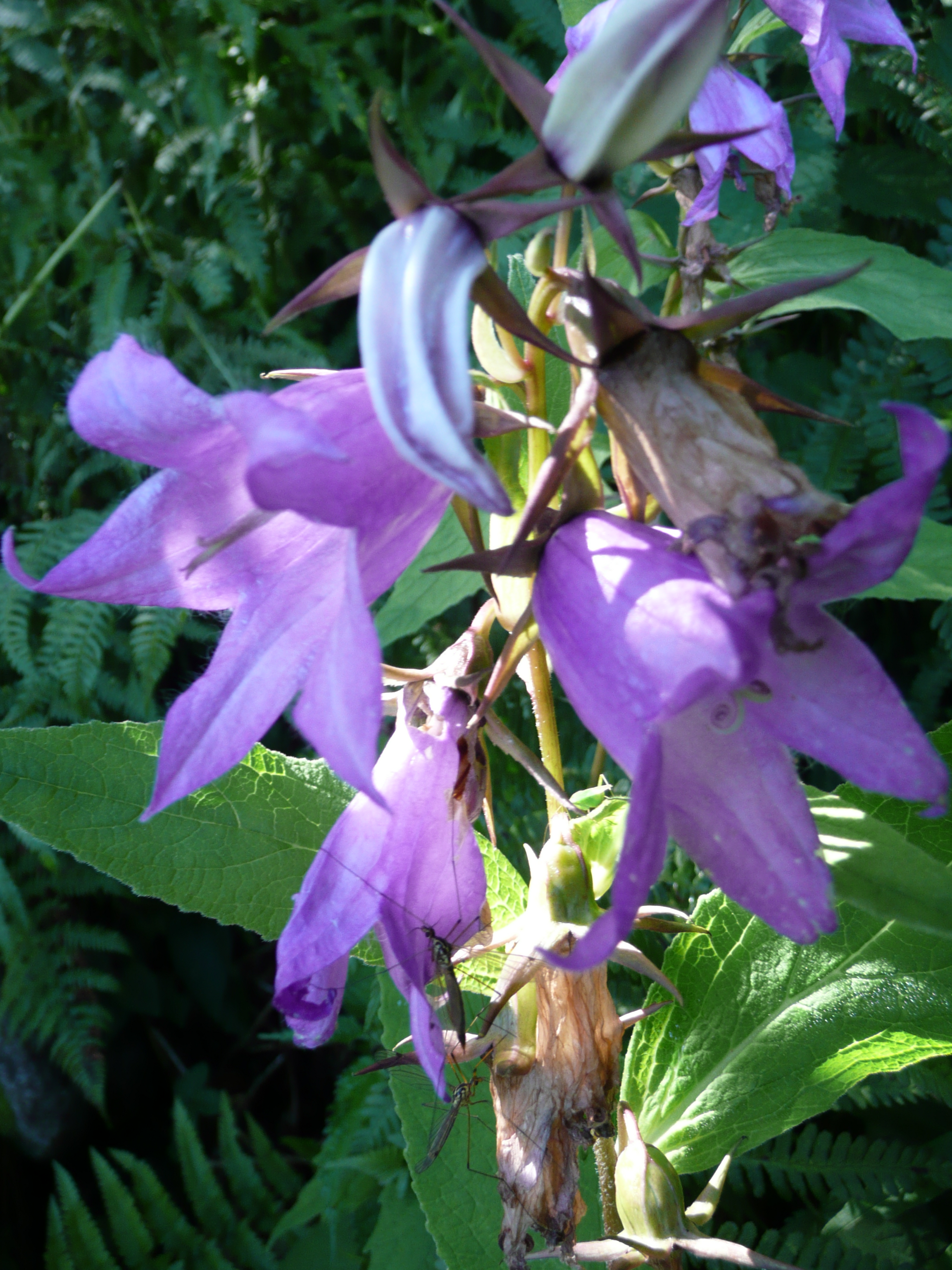
Campanule à larges feuilles (Campanula latifolia).
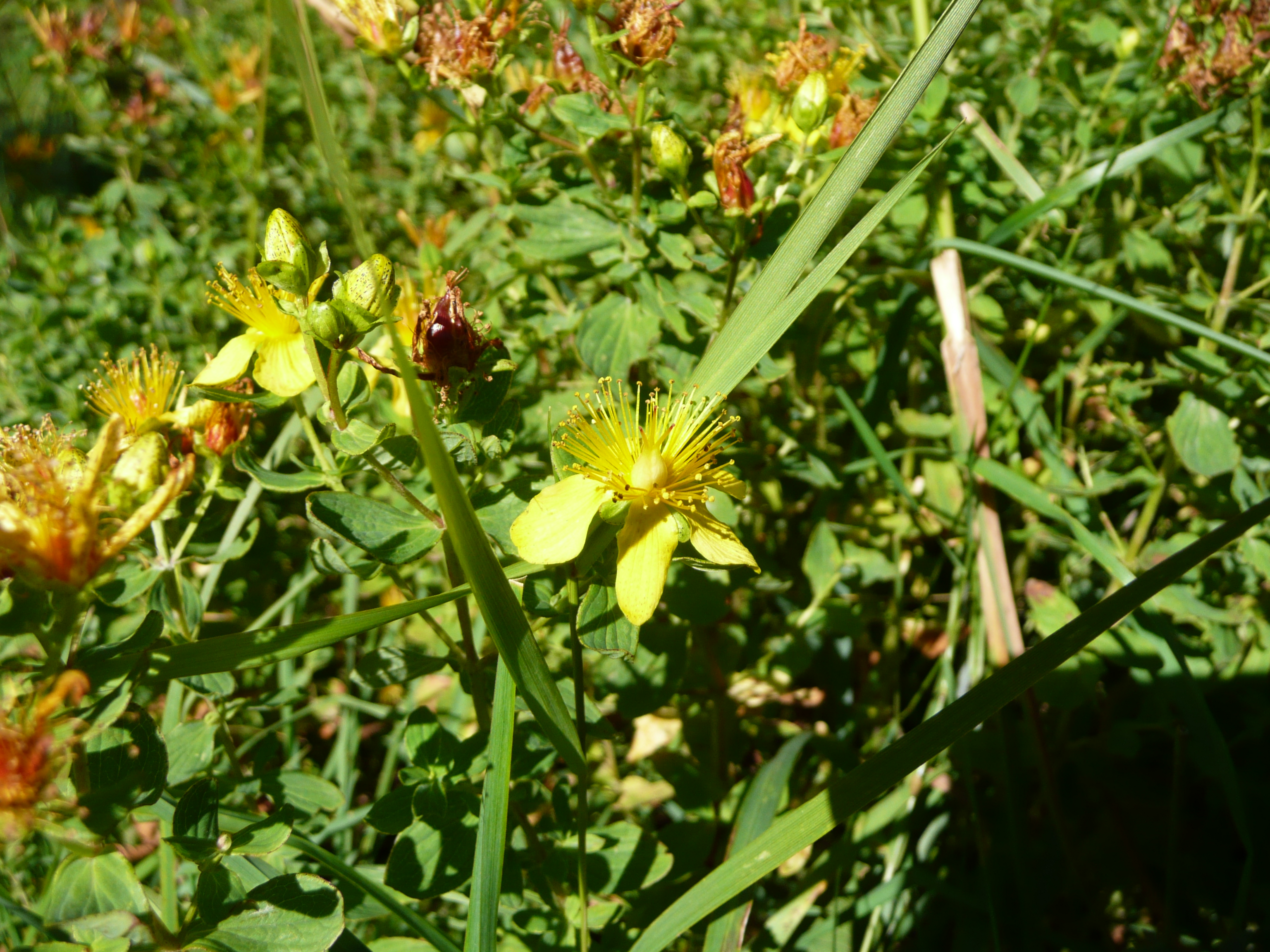
Millepertuis à quatre angles (Hypericum tetrapterum).
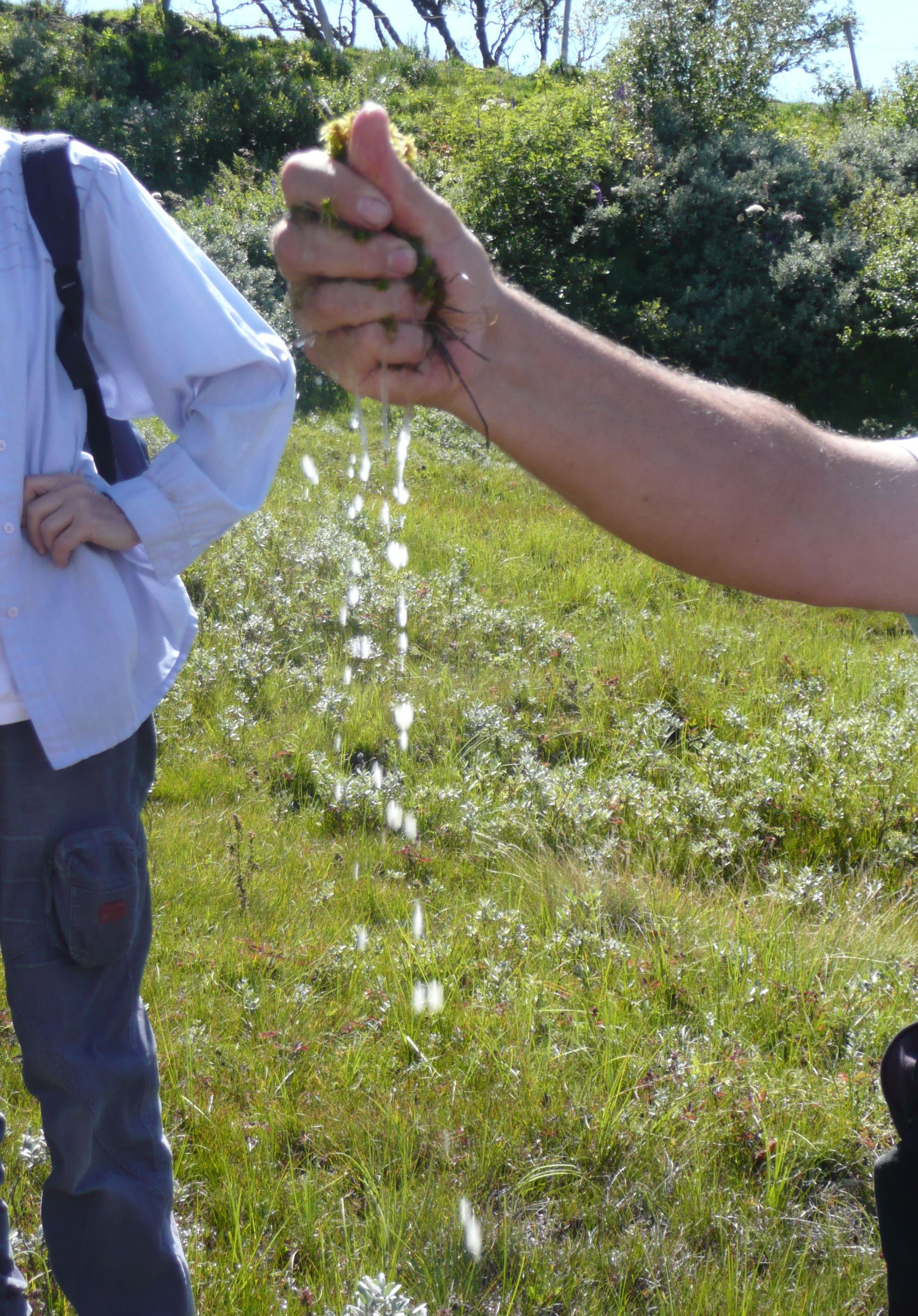
Sphaignes (Sphagnum sp.) pleines d'eau.
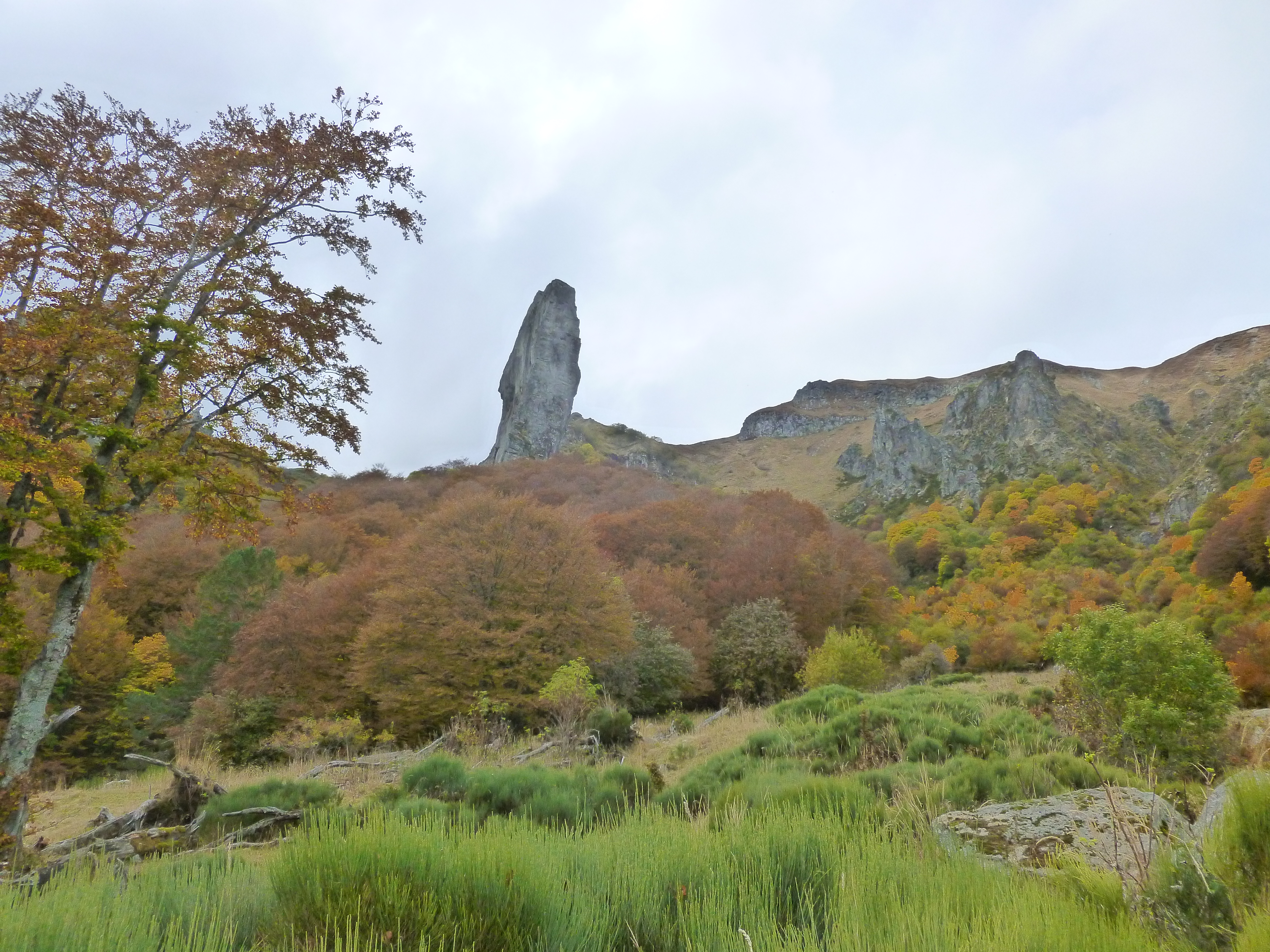
La dent de la Rancune (1 493 m).
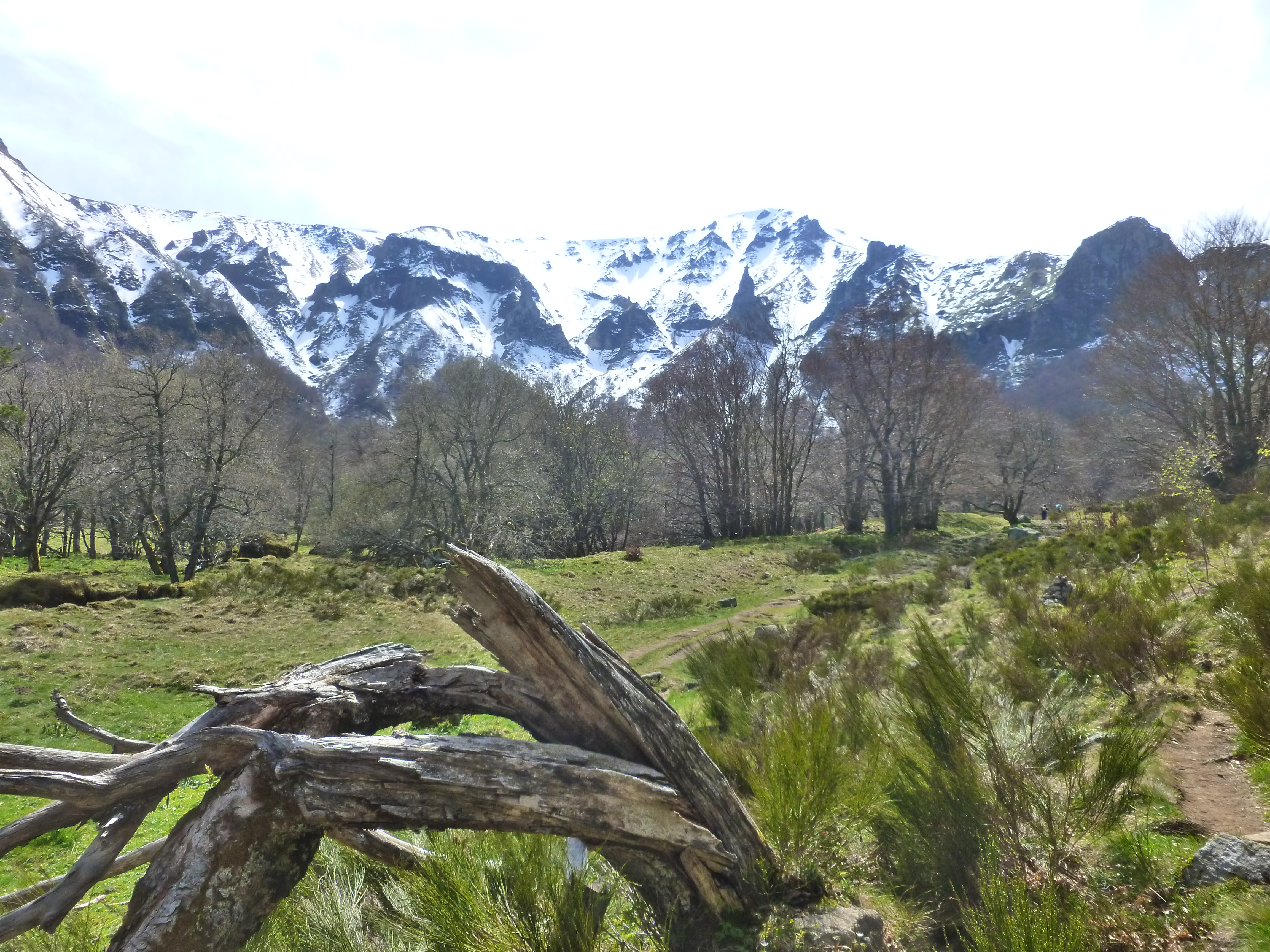
Le puy Ferrand (1 854 m).